# Lale Cup
Il Lale Cup è un torneo professionistico di tennis giocato su campi in cemento. Fa parte dell'ITF Women's Circuit. Si gioca annualmente a Istanbul in Turchia.

## Albo d'oro

### Singolare
| Anno     | Campionessa      | Finalista           | Punteggio     |
| -------- | ---------------- | ------------------- | ------------- |
| 2013     | Donna Vekić      | Elizaveta Kuličkova | 6–4, 7–6(7–4) |
| 2013 (2) | Başak Eraydın    | Darya Lebesheva     | 6–3, 6–4      |
| 2014     | Denisa Allertová | Julija Bejhel'zymer | 6–2, 6–3      |

### Doppio
| Anno     | Campionesse                       | Finaliste                            | Punteggio             |
| -------- | --------------------------------- | ------------------------------------ | --------------------- |
| 2013     | Ekaterina Byčkova Nadežda Kičenok | Başak Eraydın Aleksandrina Najdenova | 3–6, 6–2, [10–5]      |
| 2013 (2) | Melis Sezer İpek Soylu            | Başak Eraydın Jasmina Tinjić         | 6–4, ritiro           |
| 2014     | Petra Krejsová Tereza Smitková    | Michaëlla Krajicek Aleksandra Krunić | 1–6, 7–6(7–2), [11–9] |